# 북키프로스의 국기

북키프로스의 국기

북키프로스의 대통령기

북키프로스의 국기는 1984년 3월 7일에 제정되었다. 북키프로스의 기는 튀르키예의 국기 디자인을 바탕으로 한 것인데 하얀색 바탕 위아래로 빨간색 가로 줄무늬가 그려져 있으며 빨간색 가로 줄무늬 사이로 하얀색 바탕에 빨간색 초승달과 별이 그려져 있다.
북키프로스의 국기가 갖는 의미에 대한 공식적인 설명은 없다. 다만 초승달과 별은 튀르크족을, 빨간색은 키프로스 민족 분규로 살해된 튀르키예계 키프로스인의 피를 나타낸다. 그 외에 하얀색 바탕은 평화를, 상단에 있는 빨간색 가로 줄무늬는 튀르키예를, 하단에 있는 빨간색 가로 줄무늬는 북키프로스를 나타내고 가로 줄무늬가 수평으로 놓인 디자인은 북키프로스의 영속성을 나타낸다는 해석이 있다.

북키프로스의 국기 (1983년 ~ 1984년)

## 같이 보기
- 키프로스의 국기
- 튀르키예의 국기